# Профсоюзное движение в Колумбии
Профсоюзное движение в Колумбии — составная часть колумбийского рабочего движения.

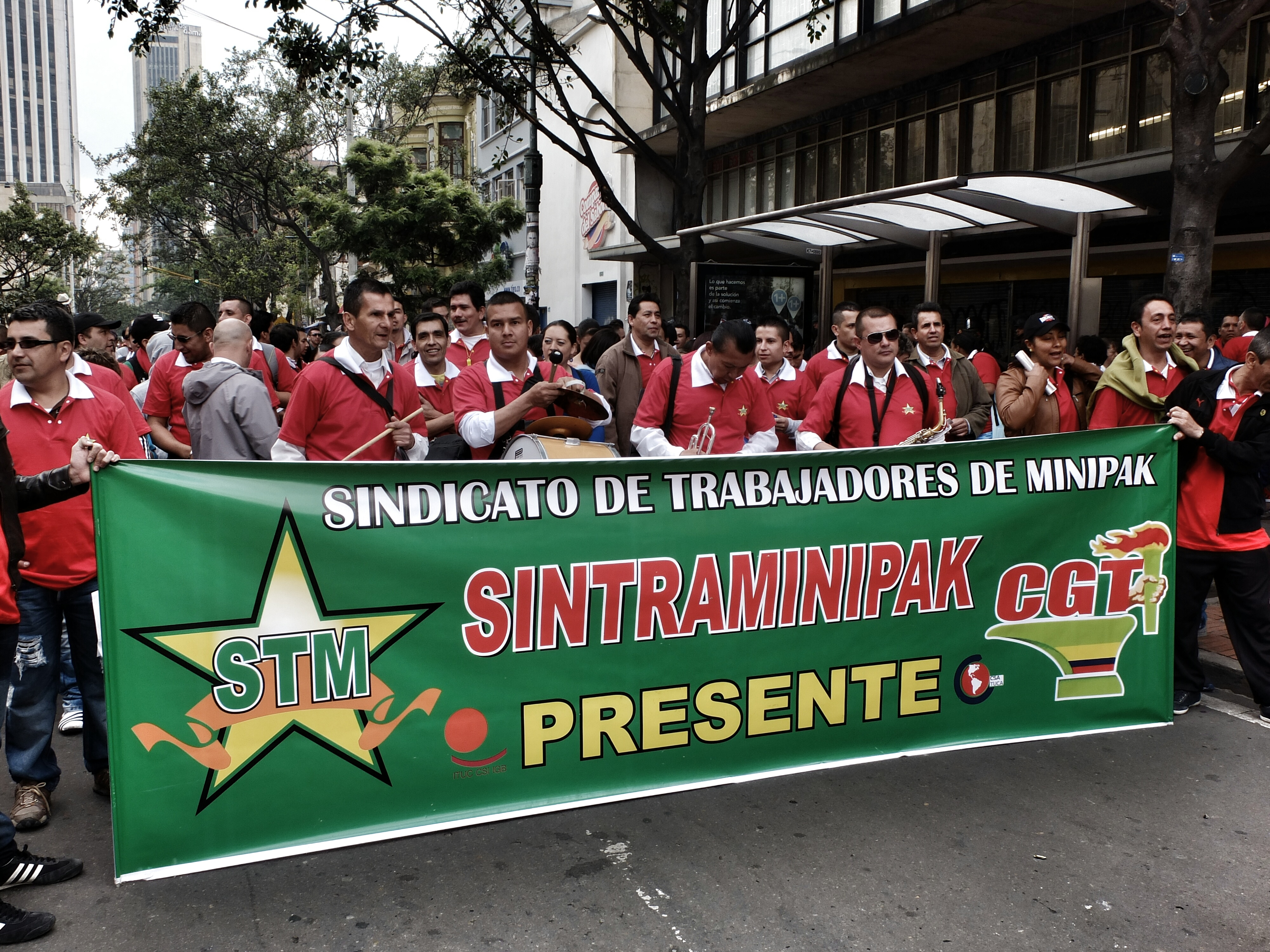
Первомайская демонстрация в Боготе, 2015 год

## История
Колумбийское профсоюзное движение получило своё развитие только в XX веке, ввиду позднего развития промышленности в стране. В 1913 году в Колумбии был создан один из первых профсоюзных центров — Объединенный союз рабочих, который включал в себя не только рабочих, но и ремесленников и хозяев мастерских. Первая крупная волна забастовок в стране прошла в 1920-е годы и охватила табачную и нефтяную промышленность, а также порты Картахены. Известность также получила забастовка колумбийских рабочих против United Fruit Company в 1928 году, которая окончилась массовым убийством и которая вошла в историю как «банановая бойня».
В течение XX века в Колумбии, при участии различных политических движений, начали образовываться национальные профсоюзные центры. В 1936 году была образована Конфедерация трудящихся Колумбии. В 1946 году католическими активистами был создан Союз трудящихся Колумбии, а в 1964 году левым крылом Конфедерации трудящихся Колумбии была создана Профсоюзная конфедерация трудящихся Колумбии.

## Права профсоюзов
Ситуация с правами профсоюзов в стране является остается тяжёлой. Для противодействия профсоюзному движению его противники прибегают к убийствам и угрозам убийства. 
По данным Международной конфедерации профсоюзов, в период с 1986 по 2010 году в Колумбии было совершено 2832 убийства профсоюзных активистов. В 2021 и 2022 году Колумбия была включена МКП в рейтинг наихудших стран мира для трудящихся за систематические убийства членов профсоюзов. Так, с 2020 по 2021 год был зарегистрировано 22 убийства, в период с 2021 по 2022 год — 13 убийств.
В отчете АФТ-КПП по правам профсоюзов в Колумбии утверждается, что с середины 1980-х по середину 2000-х в Колумбии было убито около 4 тысяч членов профсоюзов, из них более 2 тысяч с 1991 года.  По тому же отчету АФТ-КПП, в 2004 году в Колумбии было убито 99 активистов, в 2005 году — 70 человек.
По данным Amnesty International, с 1991 по 2006 год в стране было убито 2245 профсоюзных активистов, 3400 подверглись угрозам убийства, 138 исчезли. Пик насилия пришелся на 1994 и 1995 года, когда было убито 237 и 275 человек соответственно.